# 空軍總司令部舊址

臺灣總督府工業研究所（空總辦公大樓）

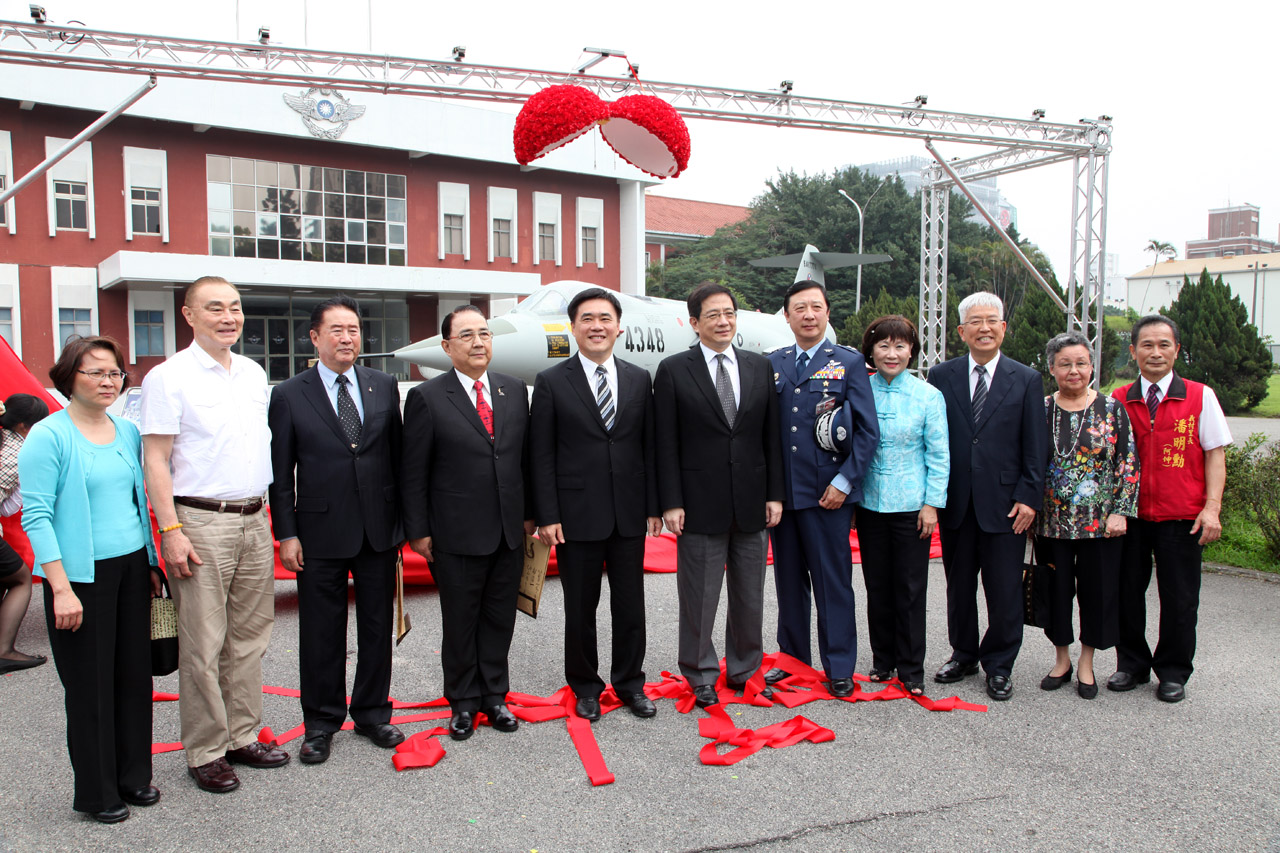
2014年3月，空總舊址首檔展覽—空軍特展

空軍總司令部舊址，簡稱空總舊址，原為日治時期的台灣總督府工業研究所，戰後1949年作為國防部空軍司令部仁愛營區。2014年11月10日臺北市政府指定為直轄市定古蹟，2015年全區登錄為臺北市文化資產，具有跨時代和產業的意義。

## 簡介
2012年，空軍總司令部遷出後，空軍仁愛營區一度面臨土地開發的壓力。2015年2月，行政院院長毛治國宣布，空軍仁愛營區將全區保留，並由經濟部工業局接管，成立「空總創新基地」（TAF Innovation Base）。2015年3月25日，空總創新基地啟用。2017年6月，空軍仁愛營區部分園區移交文化部成立「臺灣當代文化實驗場」（Taiwan Contemporary Culture Lab，C-LAB），推動文化實驗和社會創新，舉辦各式藝文交流和活動。2017年10月18日，空軍仁愛營區部分園區移交經濟部中小企業處成立「社會創新實驗中心」（Social Innovation Lab），作為社會企業聚落及青年創業基地。

## 文化資產
空總舊址全區約７萬平方公尺，園區內的台灣總督府工業研究所建築（空總辦公大樓）為市定古蹟，15處建物為古蹟附屬設施：
- 中正堂
- 美援大樓
- 通訊處辦公室
- 文電中心
- 軍務處
- 防空洞（舊大樓前）：略呈覆斗形，屋頂覆土植草
- 防空洞（建國南路）：鋼筋混凝土平頂建築
- 大門官兵房
- 當值長官室：兩層樓建物，突出一層樓崗亭，為營區大門
- 碉堡（仁愛路建國南路口）：略呈圓弧形，具螺旋樓梯
- 碉堡（忠孝東路248巷口）：同上
- 碉堡（草地東南）
- 崗亭（仁愛路左側）：方形平頂，具窗戶及射孔
- 崗亭（仁愛路右側）：同上
- 門內哨：一層樓平頂建築